# Фарнер, Марк Фредрик
Марк Фредрик Фарнер (англ. Mark Fredrick Farner; 29 сентября 1948, Флинт, Мичиган, США) — американский рок-музыкант, певец, гитарист, автор песен, основатель группы Grand Funk Railroad.

## Биография
Родился 29 сентября 1948 года в городе Флинт недалеко от Детройта, штат Мичиган.
Знакомство с музыкой Марка Фарнера началось в возрасте 15 лет, когда из-за проблем с коленями и сломанного пальца он не смог продолжить тренировки по футболу в школе Кирсли (Kirsley High School) и поругался с преподавателем физического воспитания Холи Розари. Это привело к тому, что Марк покинул школу на последнем году обучения и всё свободное время посвятил игре на электрогитаре. Дальнейшее образование он продолжил в вечерней школе города Флинт и начал музыкальную карьеру сначала в любительской группе Genesseians (1964), впоследствии — в The Derelicts и Robin’s Hoods (1965).
После распада Grand Funk в 1976 году, Фарнер в 1977 году выпустил свой первый сольный альбом с простым названием Mark Farner. Второй альбом, No Frills, вышел в 1978 году (оба альбома вышли на лейбле Atlantic Records).
В 1981 году Фарнер и Дон Брюер собирают новый состав Grand Funk и записывают два альбома, Grand Funk Lives и What’s Funk?.
В 1988 году, после принятия христианства, Марк начал выпускать альбомы в стиле Contemporary Christian Music на студии Frontline. Его новая группа называлась Mark Farner & The Godrockers. Этой группой в период 1988—1992 годов было выпущено три альбома и один сборник. Песня «Isn’t It Amazing?» попадает на второе место в религиозном чарте журнала Billboard.
Фарнер гастролировал с группой Ringo Starr’s Allstars в период с 1994 по 1995 год, в состав которой также входили Рэнди Бэкмен, Джон Энтуистл, Феликс Кавальере, Билли Престон, а также сын Ринго Старра Зак Старки.
В настоящее время он даёт концерты со своей группой, N’rG, которая играет как свои песни, так и сольный материал Фарнера.

## Дискография
- Mark Farner, 1977
- No Frills, 1978
- Just Another Injustice, 1988
- Wake Up, 1989
- Some Kind of Wonderful, 1991
- Closer to Home, 1992
- Heirlooms, 2000
- Red White and Blue Forever, 2002
- Live!! N’rG, 2003
- For The People, 2006